# Paolo Ravenna
Paolo Ravenna (* 6. März 1926 in Ferrara; † 11. November 2012 ebendort) war ein italienischer Rechtsanwalt, Forscher, Essayist und Schriftsteller, der sich für den Schutz des Umwelt- und Kulturerbes einsetzte.

## Leben
Paolo Ravenna wurde als zweiter Sohn von Renzo Ravenna und Lucia Modena am Vorabend der Ernennung seines Vaters zum Podestà der Stadt Ferrara geboren. Er stammte aus einer jüdischen Familie in der Hauptstadt der Este und verbrachte eine ruhige Kindheit, bis 1938 die faschistischen Rassengesetze verkündet wurden. Von diesem Moment an war er gezwungen, die öffentliche Schule der Stadt mit seinen Brüdern zu verlassen und in die Schule in der Via Vignatagliata zu wechseln, wo sich neben anderen Lehrern auch Giorgio Bassani befand.
1943 war er gezwungen, mit seiner ganzen Familie in die Schweiz zu fliehen, wo er bis zum Ende des Konflikts blieb. Nach seiner Rückkehr nach Italien beendete er zunächst sein Studium und begann dann in der Kanzlei seines Vaters zu arbeiten, der seinerseits seinen Beruf als Rechtsanwalt wieder aufgenommen hatte und sich von der Politik fernhielt.

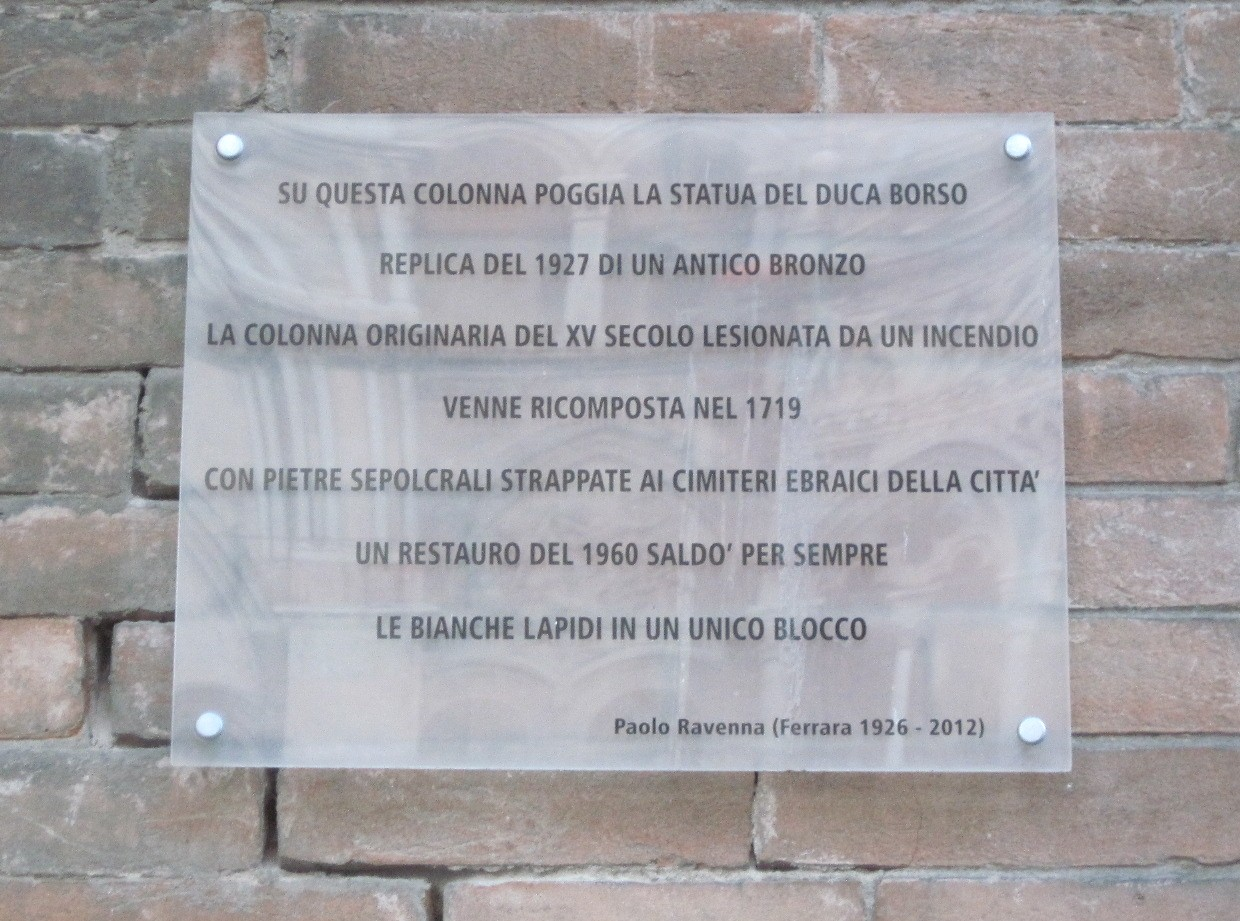
Ferrara, Palazzo Comunale. Worte von Paolo Ravenna, die an die Herkunft der Marmorstücke erinnern, welche die Säule des Herzogs Borso d’Este bilden

Er begann, mit Bruno Zevi, Giorgio Bassani, Antonio Cederna und verschiedenen anderen Persönlichkeiten für den Schutz des künstlerischen und kulturellen Erbes zusammenzuarbeiten und war schließlich etwa 25 Jahre lang, bis 2003, Abgeordneter von Italia Nostra. Er gehörte zu den Initiatoren der Errichtung des Parco regionale del Delta del Po dell’Emilia-Romagna und zu den Akademikern, die sich am meisten für die Erhaltung der Stadtmauern von Ferrara einsetzten.
Gegen Ende der 1980er Jahre lernte er bei der Vorbereitung einer Ausstellung im Palazzo dei Diamanti den Meister Adriano Franceschini kennen, und von da an begann eine Zusammenarbeit zwischen den beiden, die für den Rest ihres Lebens andauern sollte. Tatsächlich gab Ravenna nach dem Tod des Meisters im Jahr 2005 die letzte Überarbeitung seines wichtigsten Werkes heraus: Presenza ebraica a Ferrara. Testimonianze archivistiche fino al 1492.
Paolo Ravenna nahm an einer Sendung der Rai-Serie La Storia siamo noi teil, in der die Beziehung zwischen seinem Vater Renzo und Italo Balbo thematisiert wurde.

### Anerkennung
Im Januar 2018 wurde der Slargo des Corso Ercole I d’Este, in der Nähe des Palazzo Prosperi-Sacrati, Paolo Ravenna gewidmet.

## Notizen
1. ↑  Paolo Ravenna erzählt persönlich einige Episoden, die sich nach dem Rücktritt seines Vaters als Podestà von Ferrara ereigneten und von der Solidarität, die ihm sein Freund Balbo entgegenbrachte.